# FK Metalurg Szkopje
Az Metalurg Szkopje (macedónul: Фудбалски Клуб Металург Скопје, magyar átírásban: Fudbalszki Klub Metalurg Szkopje) egy macedón labdarúgócsapat, székhelye a fővárosban, Szkopjében található. Jelenleg a macedón labdarúgó-bajnokság élvonalában szerepel.

## Története
A szkopjei acélgyári csapatot 1964-ben alapították. Első nagy sikerét még a jugoszláv időkben érte el, mikor 1987-ben megnyerte a Macedón Köztársaság labdarúgó-bajnokságát.
Az első független macedón labdarúgó-bajnokság első osztályába nyert besorolást, azonban a 15., kieső helyen végzett. 15 másodosztályban töltött szezont követően 2009-ben jutott vissza ismét a legjobb macedón csapatok közé. A 2008–09-es szezonban a 9. helyen végzett.

## Sikerei
- Macedón labdarúgó-bajnokság (Prva MFL)
  - Bronzérmes (1 alkalommal): 2010

- Macedón kupa (Kup na Makedonija)
  - Győztes (1 alkalommal): 2011